# 犬ヶ岳 (新潟県・富山県)
犬ヶ岳（いぬがたけ）は、飛騨山脈（北アルプス）後立山連峰にある標高1,592mの山である。富山県と新潟県とにまたがる。越後百山のひとつ。

## 概要
朝日岳と日本海沿岸の親不知とをつなぐ栂海新道（つがみしんどう）上にある。北アルプス最北部に位置する。山頂は狭いが展望がよく、剱岳や高妻山などの山々を望むことが出来る。
栂海新道は行程が非常に長い上、水場も少なく、ルート上の宿泊施設は無人小屋（栂海山荘、白鳥小屋）のみであるので、体力と経験を要するルートである。

## 周辺の山小屋
- 栂海山荘（無人） - 山頂近くにある。

## 近隣の山
- 白鳥山
- 黒姫山
- 黒岩山
- 長栂山
- 朝日岳
- 初雪山